# Холм одного дерева (сезон 5)
«Холм одного дерева» (англ. One Tree Hill) — американский телесериал, молодёжная драма. Премьера состоялась 23 сентября 2003 года на телеканале The WB.
Пятый сезон сериала был показан на канале НТВ.

## Сюжет
События нового сезона происходят спустя 4 года после окончания школы, и каждый из героев зажил своей взрослой жизнью…
Лукас выпустил свою первую автобиографичную книгу и работает тренером в школе. Пейтон работает ассистентом ассистента в крупном музыкальном лейбле. Брук заведует своей линией одежды. Нейтан попрощался с баскетбольным будущим из-за травмы. Он начинает новую жизнь, учась ходить заново. Хейли готовится к работе преподавателем в школе. Появляется новый персонаж - это няня Джейми,Керри. Она пытается увести Нейтана, у неё не плохо это получалось, у Нейтана и Хейли отношения очень испортились, Хейли требует развод. Но вскоре всё утихло.
Вскоре все герои возвращаются в город, где всё началось - в Tree Hill. Пейтон до сих пор любит Лукаса. 3 года назад Лукас предложил ей пожениться, но Пейтон отказала. В то время он делает предложение своей девушке Линдси, которая по совместительству является редактором его книг.Пейтон не может смириться с этим,она всё время ссорится с Линдси. Ден выходит из тюрьмы, пытается сблизиться с семьей, но ни Нейтан, ни Лукас не позволяют ему этого.
Линдси сбегает из-под венца. И Пейтон чувствует свою вину в этом. Джейми похищает его старая знакомая, няня Керри, которая утверждает что Джейми Лукас Скотт её сын. Дэн спасает мальчика, и таким образом малыш знакомится с дедом, члены семьи это не одобряют. Но не показывают своё мнение перед мальчиком. И тут оказывается, что без пересадки сердца Ден может умереть в течение полугода. Лукас пытается вернуть Линдси, но у него ничего не выходит. Брук хочет стать приемной матерью, поэтому ей на время дают под опеку маленькую девочку,которую она очень полюбила. Карен и Лили снова с Энди.
Люк предлагает пожениться в Вегасе одной из девушек.

## В ролях
- Чад Майкл Мюррей в роли Лукаса Скотта
- Джеймс Лафферти в роли Нейтана Скотта
- Бетани Джой Галеоти в роли Хэйли Джеймс Скотт
- Хилари Бёртон в роли Пэйтон Сойер
- София Буш в роли Брук Дэвис
- Джексон Брундаж в роли Джеймса Лукаса Скотта
- Пол Йоханссон в роли Дэна Скотта
- Ли Норрис в роли Марвина «Мауса» МакФаддена
- Энтуан Таннер в роли Энтуана «Скилза» Тейлора

## Приглашённые звёзды
- Эшли Рикардс — Саманта Уолкер
- Стивен Коллетти — Чейз Адамс
- Кейт Вогель — Миа Каталано
- Дафна Зунига — Виктория Дэвис
- Джо Манганьелло — Оуэн Морелло
- Эллисон Манн — Лорен
- Джеймс Ван Дер Бик — Адам Риз
- Мойра Келли — Карен Ро
- Барри Корбин — Уайти Дюрэм
- Джон До — Мик Вулф
- Барбара Элин Вудс — Дэб Скотт

## Описание эпизодов
| Эпизод | Название                                                                                            | Дата выхода в эфир   | Режиссёр         | Сценаристы                 |
| --- | --------------------------------------------------------------------------------------------------- | -------------------- | ---------------- | -------------------------- |
| | |                      |                  |                            |
| 5x01 | 4 Years, 6 Months, 2 Days / 4 года, 6 месяцев и 2 дня спустя                                        | 8 января 2008 года   | Грег Пранж       | Марк Швон                  |
| Прошло четыре года. Ребята окончили колледж и разъехались в разных направлениях – Лукас опубликовал свою первую книгу, Брук создала себе громкое имя в мире моды, Пейтон работает в музыкальном бизнесе, а Нэйтан и Хейли воспитывают сынишку Джейми. | |                      |                  |                            |
| | |                      |                  |                            |
| 5x02 | Racing Like A Pro / Настоящий профи                                                                 | 8 января 2008 года   | Пол Йоханссон    | Марк Швон                  |
| Хейли пытается спасти Нейтана, Лукас и Скилз готовят Джейми к соревнованиям, у Брук, тем временем, возникают проблемы в работе, а Пейтон знакомится с подружкой Лукаса. Маус получает работу, но всё идёт не так хорошо, как он рассчитывал. | |                      |                  |                            |
| | |                      |                  |                            |
| 5x03 | My Way Home Is Through You / Трудный путь домой                                                     | 15 января 2008 года  | Дэвид Джексона   | Джон А. Норрис             |
| Когда Пейтон и Брук возвращаются в родной город, Линдси боится за их с Лукасом отношения. Нэйтан впервые за четыре года навещает Дена в тюрьме. Хейли пытается уговорить Квентина вернуться в школу, Брук открывает свой магазин одежды в бывшем «Кафе Карен», а Пейтон заключает свой первый контракт.                                                     | |                      |                  |                            |
| | |                      |                  |                            |
| 5x04 | It's Alright Ma (I'm Only Bleeding) / Со мной всё в порядке, я всего лишь истекаю кровью            | 22 января 2008 года  | Дженис Кук       | Адэль Лим                  |
| Пейтон хочет, чтобы Хейли работала с Джейсоном над его музыкой, но юноша не согласен с этим. У Мауса начинается роман с его начальницей, а Нэйтан помогает Квентину. | |                      |                  |                            |
| | |                      |                  |                            |
| 5x05 | I Forgot To Remember To Forget / Я забыл вспомнить о том, что нужно забыть                          | 29 января 2008 года  | Лиз Фридлэндер   | Тэррэнс Коли               |
| Ребята придаются воспоминаниям о годах после окончания школы – о поездке Лукаса к Пейтон в Лос-Анджелес; о том, как был раскрыт секрет Нэйтана и о том, какие последствия имели эти два события. | |                      |                  |                            |
| | |                      |                  |                            |
| 5x06 | Don't Dream It's Over / Не мечтай - всё кончено!                                                    | 5 февраля 2008 года  | Томас Джей Райт  | Марк Швон                  |
| Лукас ссорится с Пейтон из-за Линдси, Брук не нравится вмешательство Виктории в работу Пейтон, Нэйтан сближается с Кэрри, Хейли пытается справиться с Квентином, а Маус становится перед непростым выбором. | |                      |                  |                            |
| | |                      |                  |                            |
| 5x07 | In Da Club / В клубе                                                                                | 12 февраля 2008 года | Грег Пранж       | Майк Херро и Дэвид Страусс |
| В клубе должно состояться выступление группы The Honorary Title. Пейтон и Хейли заняты подготовкой к этому событию, Керри намерена соблазнить Нейтана, Брук предлагает Маусу устроить «свидание вслепую», а Линдси не нравится, что Лукас слишком часто видится с Пейтон.                                                                                   | |                      |                  |                            |
| | |                      |                  |                            |
| 5x08 | Please, Please, Please, Let Me Get What I Want / Пожалуйста, прошу, молю - пусть всё будет по-моему | 19 февраля 2008 года | Пол Йоханссон    | Майк Дэниэлс               |
| Брук неравнодушна к новому бармену по имени Оуэн. Кэрри целует Нэйтана. Хейли обижена на Лукаса из-за того, что он сделал предложение Линдси, но поцеловал Пейтон. Элис увольняют с должности начальника, потому что она спала с кем-то из подчинённых, а Маус пытается завоевать Милисент.                                                                 | |                      |                  |                            |
| | |                      |                  |                            |
| 5x09 | For Tonight You're Only Here To Know / Ты единственный, кто знает правду                            | 26 февраля 2008 года | Джо Давола       | Марк Швон                  |
| Хейли, Брук, Пейтон, Линдси и Миа застревают в школьной библиотеке прямо во время первого матча сезона и вынуждены выяснить отношения друг с другом, а также узнать много забавных и печальных подробностей из жизни своих друзей. А Пейтон узнаёт нечто, что полностью меняет её отношение к Линдси, а Хейли пытается помочь Брук справляться с Викторией. | |                      |                  |                            |
| | |                      |                  |                            |
| 5x10 | Running To Stand Still / Бег на одном месте                                                         | 4 марта 2008 года    | Кларк Мэтис      | Уильям Х. Браун            |
| Хейли застаёт Кэрри и Нэйтана вместе, а затем выгоняет обоих из дома. Брук и Оуэн едут в Нью-Йорк. Пейтон встречает своего бывшего начальника, который хочет, чтобы Миа подписала контракт с его лейблом. А Лукас и Нэйтан идут на слушание по делу Дена.                                                                                                   | |                      |                  |                            |
| | |                      |                  |                            |
| 5x11 | Your Gonna Need Someone On Your Side / Я на твоей стороне                                           | 11 марта 2008 года   | Майкл Джей Леоне | Закхари Хэйнс              |
| Накануне свадьбы Лукаса и Линдси, молодые люди пытаются спасти брак Хейли и Нэйтана. Брук находит Пейтон пару в лице своего бывшего парня. Сама Брук вновь вынуждена противостоять Виктории. Рейчел возвращается в город к старым проблемам, а у Дена появляется надежда на новую жизнь.                                                                    | |                      |                  |                            |
| | |                      |                  |                            |
| 5x12 | Hundred / Сотня                                                                                     | 18 марта 2008 года   | Лэс Батлер       | Марк Швон                  |
| Наступает день свадьбы: Пейтон пытается принять важное решение, боясь потерять свою любовь навсегда. Нэйтан находит момент чтобы попросить прощения у Хейли. Вышедший на свободу Ден появляется на семейном торжестве, а Кэрри похищает Джейми. | |                      |                  |                            |
| | |                      |                  |                            |
| 5x13 | Echoes, Silence, Patience & Grace / Отголоски тишины и терпеливое благородство                      | 14 апреля 2008 года  | Грег Пранж       | Марк Швон                  |
| Лукас пытается прийти в себя после того, как его бросили у алтаря. Хейли и Нэйтан переживают последствия похищения сына. Брук решает удочерить ребёнка, но сталкивается с проблемой. К Пейтон, между тем, приезжает старый друг. | |                      |                  |                            |
| | |                      |                  |                            |
| 5x14 | What Do You Go Home To / Зачем тебе дом?                                                            | 21 апреля 2008 года  | Лиз Фридлэндэр   | Марк Швон                  |
| Между Лукасом и Пейтон происходит серьёзный разговор, а в доме Брук раздаётся телефонный звонок, который изменит её жизнь. Милисент и Маус делают следующий шаг в своих отношениях. Хейли пытается вновь начать музыкальную карьеру, а Нэйтан хочет вернуться в спорт.                                                                                      | |                      |                  |                            |
| | |                      |                  |                            |
| 5x15 | Life Is Short / Жизнь коротка                                                                       | 28 апреля 2008 года  | Пол Йоханссон    | Элиза Дэльсон              |
| Линдси возвращается в город на пятый День Рождения Джейми, а Лукас надеется на возрождение их отношений. Пейтон помогает готовиться Брук к роли матери. Ден пытается помириться с семьёй, раскрыв свой секрет Нэйтану. | |                      |                  |                            |
| | |                      |                  |                            |
| 5x16 | Cryin' Won't Help You Now / Слёзы теперь тебе не помогут                                            | 5 мая 2008 года      | Грег Пранж       | Уильм Х. Браун             |
| Брук пытается быть хорошей матерью, Пейтон навещает Линдси в Нью-Йорке, Квенитин примиряется со своими демонами. Маусу выпадает большой шанс. А Лукас, Нэйтан и Хейли пытаются понять, что делать дальше после того, как узнают, что Дену осталось жить недолго - следует ли позволить ему общаться с Джейми?                                               | |                      |                  |                            |
| | |                      |                  |                            |
| 5x17 | Hate Is Safer Than Love / Ненависть безопасней любви                                                | 12 мая 2008 года     | Стюарт Гиллард   | Марк Швон                  |
| Лукас получает удивительную весть от Линдси. Малышу Брук предстоит серьёзная операция на сердце. Хейли решает записать новый альбом. Скилз и Нэйтан работают с командой, а Лукас делает пьяное признание перед Пейтон. | |                      |                  |                            |
| | |                      |                  |                            |
| 5x18 | What Comes After the Blues / Что бывает после грусти                                                | 19 мая 2008 года     | Марк Швон        | Марк Швон                  |
| Брук должна вернуть Энджи. Лукас сталкивается с последствиями своих действий. В карьере Хейли происходит прорыв, а Пейтон преследуют призраки прошлого. Между тем, Нэйтан и Джейми решают встретиться лицом к лицу со своими страхами. | |                      |                  |                            |
| | |                      |                  |                            |